# Stanisław Wegnerski

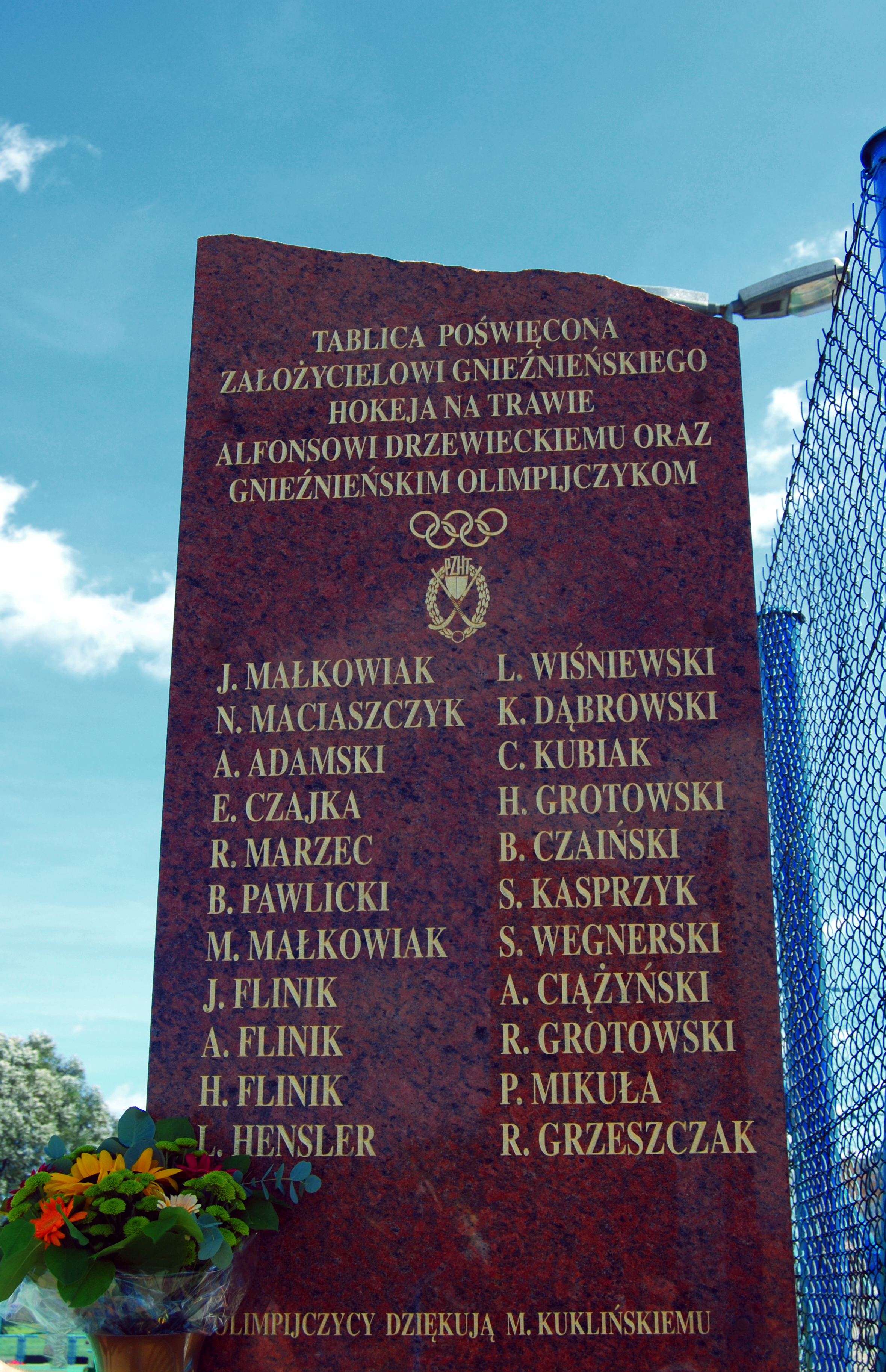
Tablica poświęcona Gnieźnienskim olimpijczykom,wśród nich Stanisław Wegnerski.

Stanisław Wegnerski  (ur. 25 czerwca 1950 w Gnieźnie) – polski hokeista na trawie,bramkarz, reprezentant Stelli Gniezno i Grunwaldu Poznań, olimpijczyk z Monachium 1972.
Na igrzyskach olimpijskich w 1972 roku był członkiem reprezentacji Polski, która zajęła w turnieju 11. miejsce.